# Cérvol de Bawean
El cérvol de Bawean (Axis kuhlii) és una espècie de cérvol que només viu a l'illa de Bawean, a Indonèsia. S'ha registrat una alçada típica de 60-70 cm pels mascles. Els mascles tenen banyes de tres puntes. A diferència del cérvol porquí (Axis porcinus) del continent asiàtic, el seu pelatge no té taques en néixer.